# Barnsley (Gloucestershire)
Pour les articles homonymes, voir Barnsley (homonymie).
Barnsley est une paroisse civile et un village du Gloucestershire, en Angleterre.

## Patrimoine
- Barnsley Park, maison de campagne et parc.